# Nagrada Saturn
Nagrada Saturn (u originalu, engl. Saturn Award) je godišnja nagrada koju dodjeljuje Akademija znanstvene fantastike, fantastike i horor filmova (u originalu, eng. Academy of Science Fiction, Fantasy & Horror Films), a koja to čini kako bi odala priznanje najvećim ostvarenjima na područjima znanstvene fantastike, fantastike i horora na filmu, televiziji i kućnom videu.
Slično kao i kod dodjeljivanja drugih nagrada, kao što su Oscar i Grammy, o samoj dodijeli nagrade glasovanjem odlučuju članovi dotične akademije. Također, postoje i posebne nagrade za životna postignuća na tim područjima.
Fizička nagrada kreirana je u obliku planeta Saturna kojeg okružuje kolut s filmskom vrpcom.
Nagrade su prvi puta dodijeljene 1972. godine. Nagrada je u svojim ranim godinama bila poznata kao Zlatni svitak (u originalu, engl. Golden Scroll).
Postojala i nagrada za najbolji strani film, koja je dodijeljena samo jednom prilikom (1980.), filmu Večera za Adele (engl. Dinner for Adelle).

## Vanjske poveznice
- (engl.) Službene stranice Nagrade Saturn
- (engl.) Najpriznatiji filmovi nominirani za nagradu Saturn